# Hyphydrus humilis
Hyphydrus humilis är en skalbaggsart som beskrevs av Bilardo och Rocchi 1995. Hyphydrus humilis ingår i släktet Hyphydrus och familjen dykare. Inga underarter finns listade i Catalogue of Life.